# Număr cuantic principal
În mecanica cuantică, numărul cuantic principal (simbolizat n) este unul dintre cele patru numere cuantice folosite pentru descrierea stării unui electron dintr-un atom și cuantifică energia orbitalului. Valoarea sa este mereu un număr natural nenul, deci n ≥ 1. Pe măsură de crește n, crește și numărul straturilor electronice, deci electronul se află la o distanță mai mare de nucleul atomic. Astfel, cu creșterea valorii lui n, electronul va avea o energie potențială mai mare.